# Rudi Falkenhagen
Rudolf Johan Falkenhagen, detto Rudi (Diemen, 26 maggio 1933 – Breukelen, 26 gennaio 2005), è stato un attore olandese.

## Filmografia

### Cinema
- Fietsen naar de maan - regia di Jef van der Heyden (1964)
- Op de Hollandse toer - regia di Harry Booth (1974)
- Martijn en de Magiër - regia di Karst van der Meulen (1979)
- Spetters - regia di Paul Verhoeven (1980)
- De Fabriek - regia di Hans Keuls (1981)
- De zwarte ruiter - regia di Wim Verstappen (1983)
- Ciskje - Storia di un bambino (Ciske de Rat) - regia di Guido Pieters (1984)
- Gaston en Leo in Hong Kong - regia di Paul Cammermans (1984)
- La sposa polacca (De Poolse bruid) - regia di Karim Traïdia (1998)
- Pipo en de p-p-parelridder - regia di Martin Lagestee (2003)

### Televisione
- Dossier Verhulst - serie TV (1986)
- Zeg 'ns Aaa - serie TV (1 episodio)(1986)
- Laat maar zitten - serie TV (1988-1990)
- Vrouwenvleugel - serie TV (1995)
- Ik ben je moeder niet - serie TV (1995)
- Het Zonnetje in Huis - serie TV (2001)
- All Stars - serie TV (2001)